# Polowa Szkoła Podoficerska Piechoty w Radomiu
Polowa Szkoła Podoficerska Piechoty w Radomiu (niem. Feld-Unteroffiziersschule der Infanterie Radom) – niemiecka szkoła podoficerska piechoty z siedzibą w Radomiu.
Od 17 kwietnia 1942 do 23 czerwca 1943 kierownikiem szkoły był Oberst Ernst Wisselinck, wcześniej m.in. dowódca 68 Pułku Piechoty w latach 1939–1941.